# 肋果沙棘
肋果沙棘（学名：Hippophae neurocarpa）为胡颓子科沙棘属的植物，是中国的特有植物。分布于中国大陆的四川、青海、甘肃、西藏等地，生长于海拔3,400米至4,300米的地区，多生于河漫滩、阶地、河谷、常形成灌木林及高海拔地区常作燃料，目前尚未由人工引种栽培。

## 别名
黑刺（青海）